# 東武バス小川町出張所
東武バス小川町出張所（とうぶバスおがわまちしゅっちょうじょ）は、かつて埼玉県比企郡小川町にあった東武バス（東武鉄道バス事業本部）の営業所。組織上では熊谷営業所の傘下であった。1997年（平成9年）4月に森林公園出張所の開設に伴い閉所となった。

## 概要
小川町駅前に位置していたが非常に小規模な出張所で所属台数は5台程度で検査ピットも存在せず、検査も含めて全て熊谷営業所で行っていたため、出張所というよりは分所に近い。
かつては東松山駅や寄居駅、明覚駅、越生駅方面などさまざまな方面に向かう街道路線を持っていたが、昭和50年代に廃止され、現在では武蔵観光バスが一部路線を廃止代替バスとして運行しているに過ぎない。
晩年の東武バスでは小規模な出張所の整理を行っており、小川町出張所も小規模だったことから全路線の廃止も検討されたようだが、採算性の高い住宅団地路線が複数あることから、他の営業所へ統合ということになり、その際に最も近い東松山出張所に統合することとなったが、元々東松山は所属台数が多く車庫に余裕がなかった事から、東松山から小川町寄りの場所に森林公園出張所を新規開設し、そこに統合移転する形が取られた。それでも森林公園出張所からは小川町駅まで約15 kmあるため、旧小川町出張所の路線に使用する車両は長距離の回送運転を余儀無くされ、森林公園出張所を承継した川越観光自動車でも現在に至るまで同じ運用を行っている。

## 歴史
- 1966年（昭和41年）7月 - 開設。
- 1981年（昭和56年）7月 - 小川町駅 - 小川パークヒル線運行開始。
- 1997年（平成9年）3月 - 閉所。

## 所在地
- 埼玉県比企郡小川町大字大塚1146番地
  - 現在の小川町駅西側にあるローソンとその裏手のバス待機所が跡地である。ローソンのある場所に出張所の建物があった。

## 車両
- 全車いすゞ車の配置であった。
  - 熊谷営業所下の営業所出張所としては比較的後年まで新車配置があったが、晩年は転属車で占められるようになり、平成2年頃には観光バスを路線バス用に格下げ改造した車両も1台所属していた。

## 管轄路線
- 小01：小川町駅 - 熊谷駅
- 小02：小川町駅 - 皆谷 - 白石車庫
- 小03：小川町駅 - みどりヶ丘循環 - 小川町駅
- 小07：小川町駅 - 小川パークヒル

## 廃止・移管された路線
- 小川町駅 - 越生駅
- 小川町駅 - 竹沢駅前 - 寄居駅
- 小川町駅 - 田中 - 西平